# John Bartholomew
John Bartholomew (Edimburgo, 12 febbraio 1890 – Edimburgo, 9 febbraio 1962) è stato un cartografo e geografo britannico.

## Biografia
Era figlio di John George Bartholomew. Sposò Marie Antionette Sarolea, figlia di Charles Sarolea.